# Nombre de Woodall
En théorie des nombres, le n-ième nombre de Woodall est l'entier naturel {\displaystyle {\mathcal {W}}_{n}=n2^{n}-1.}
Les nombres de Woodall ont été étudiés en premier par Cunningham (en) et Woodall (en) en 1917, inspirés par l'étude précédente de James Cullen sur les nombres de Cullen définis de manière similaire.
Les premiers sont 1, 7, 23, 63, 159, etc. (suite A003261 de l'OEIS).

## Propriétés de divisibilité
Comme les nombres de Cullen, les nombres de Woodall ont beaucoup de propriétés de divisibilité. Par exemple, si p est un nombre premier, alors p divise 
{\displaystyle {\mathcal {W}}_{\frac {p+1}{2}}} si le symbole de Jacobi {\displaystyle \left({\frac {2}{p}}\right)} est +1 et
{\displaystyle {\mathcal {W}}_{\frac {3p-1}{2}}} si le symbole de Jacobi {\displaystyle \left({\frac {2}{p}}\right)} est −1.
Hiromi Suyama a démontré que presque tous les nombres de Woodall sont composés.

## Nombres de Woodall premiers
On conjecture cependant qu'il existe une infinité de nombres de Woodall premiers.
Les premiers sont 7, 23, 383, 32 212 254 719, etc. (suite A050918 de l'OEIS) et les indices n correspondants sont 2, 3, 6, 30, 75, 81, 115, 123, 249, etc. (suite  A002234).
Au 26 décembre 2007, le plus grand nombre de Woodall premier connu est 3 752 948 × 23 752 948 − 1. Ce nombre de 1 129 757 chiffres a été découvert par l'américain Matthew J. Thompson du projet de calcul distribué PrimeGrid.

## Nombres de Woodall généralisés
Un nombre de Woodall généralisé est un nombre de la forme nbn – 1, où n + 2 > b.